# Tahiti Nui Va'a
Tahiti Nui Va'a est une course de pirogues polynésiennes (va'a) qui réunit, tous les deux ans, les meilleurs athlètes de cette discipline pour un tour de l'île de Tahiti en trois jours.
L'édition de mai 2015 était l'édition anniversaire des 20 ans de la course.

## Origine
Depuis l'origine, en 1995, cette course est organisée bénévolement par les salariés de l'entreprise Électricité de Tahiti (EDT), qui aligne également un ou plusieurs équipages. Le Comité Organisateur est animé par les membres de l'Association Sportive EDT Va'a en partenariat avec la Fédération Tahitienne de Va'a, et bénéficie du soutien technique et financier de l'EDT.

## Déroulement
Une soixantaine d'équipages de six rameurs, embarqués sur des « va'a ono » ou V6, s'affrontent sur un parcours total de 166 km, soit le tour entier de l'île de Tahiti. Trois jours de course sont nécessaires aux 700 rameurs participants pour boucler le parcours et sacrer les meilleures équipes dans les cinq différentes catégories. L'épreuve se décompose ainsi en trois étapes d'une longueur allant de 50 à 70 km, et ralliant la Pointe Vénus à Vairao, puis Vairao à Tautira, et enfin Tautira à la Pointe Vénus. Chaque étape a sa spécificité en termes de durée, de sens de la houle, et de vents dominants, offrant généralement de beaux combats de stratégies ou de surf entre les équipages. Les changements de rameurs sont autorisés au sein des équipages, par opposition aux courses dites « marathon », qui imposent de conserver la même composition de l'équipage tout au long d'une étape. 
Jusqu'au lancement de la course « Olamau » à Big Island (Hawaii) en 2012, construite sur le même principe des 3 étapes et totalisant 100 miles, Tahiti Nui Va'a était la plus longue course de va'a au monde. Du fait de son parcours hors normes, la Tahiti Nui Va'a est l'une des compétitions plus réputées de sa discipline dans le monde, avec la Hawaiki nui va'a et la Molokai hoe. 
La Tahiti Nui Va'a est, également, l’une des courses les plus primées de la saison de va'a, avec un total de récompenses s'établissant à 2.900.000 XPF (24.302 €) dont 800.000 XPF(6.704 €) pour l'équipage vainqueur de la catégorie senior.
La Tahiti Nui Va'a attire de plus en plus d'équipages étrangers, et s'inscrit désormais dans le calendrier du tourisme sportif de la Polynésie française, en raison notamment des vues spectaculaires qu'elle offre sur Tahiti depuis la mer, dont sa presqu'île inhabitée, rarement visitée par les touristes.

## Palmarès
Dans la catégorie reine des « seniors hommes », c'est l'équipage de Shell Va'a qui détient le plus de victoires à son palmarès (2002, 2004, 2007, 2013 et 2017), suivi par EDT va'a, avec trois victoires (2009, 2011 et 2015),